# 20 мільйонів миль до Землі
«20 мільйонів миль до Землі» (англ. 20 Million Miles to Earth; також відомий під назвою «Звір з космосу», англ. The Beast from Space) — американський Гостросюжетний фільм про монстра 1957 року від режисера Натан Джурана, у головних ролях — Вільям Гоппер, Джоан Тейлор та Френк Пулья. Знятий Чарльзом Г. Шніром компанвєю Morningside Productions для Columbia Pictures. Сценарій написали Боб Вільямс та Крістофер Нопф за оригінальною обробкою Шарлотта Найта. Як і в декількох інших співпрацях Шніра та Коламбії, фільм розроблений, щоб продемонструвати лялькову анімацію Рея Гаррігаузена.

## Сюжет
Перший американський космічний корабель до Венери, XY-21, впав у Середземне море біля узбережжя Сицилії, Італія, наочах місцевих рибалок. Вони пливуть до космічного корабля, заходять через отвір у космічному кораблі та витягують двох космонавтів з носової частини корабля до того, як той повністю потоне.
У Вашингтоні, генерал-майор А. Д. Макінтош з'ясовує, що зниклий космічний корабель, яким керував полковник Боб Колдер, неочіквано знайшли. Коли Макінтош летить до місця трощі, маленький хлопчик Пепе знаходить і відкриває на пляжі напівпрозорий циліндр із написом «USAF». Він містить желеподібну масу, яку хлопчик продає доктору Леонардо, зоологу, який вивчає морські істоти. Тим часом внучку Леонардо Марісу, студентку третього курсу медичного факультету, викликають для догляду за пораненими космонавтами. Коли Колдер приходить до тями, то бачить члена свого екіпажу, доктора Шермана, в останніх муках від смертельної хвороби, внаслідок якої загинули інші вісім членів його екіпажу.
Після того, як Маріса повертається до трейлера, в якому вона проживає разом з дідусем, з желеподібної маси вилуплюється маленька істота, і Леонардо замикає його в клітці. До ранку істота збільшилася втричі. Макінтош прибуває у супроводі вченого доктора Джастіна Уля та зустрічається з двома представниками італійського уряду, повідомляючи їм, що космічний корабель повернувся з Венери. Леонардо та Маріса причіпляють трейлер до своєї вантажівки та прямують до Риму. На космічному кораблі Колдера знаходився герметичний металевий контейнер з ненародженими видами венеріанців. Коли поліцейські дайвери починають шукати вище вказаний об'єкт, Макінтош пропонує винагороду в півмільйона лір за відновлення капсули, що спонукає Пепе провести їх до порожнього контейнера. Коли Пепе повідомляє їм, що продав масу доктору Леонардо, Макінтош та Колдер починають переслідувати його.
Тієї ж ночі Леонардо виявляє, що істота виросла до людських розмірів. Незабаром після цього істота виривається з клітки та прямує до сусідньої ферми, де починає тероризувати тварин. Істота їсть сірку та розриває декілька мішків, які знаходить в сараї. Під час їжі на істоту нападає собака фермера, вона вбиває собаку, попереджаючи фермера, щоб той не наближався до неї. Колдер та інші дістаються до сараю, затримуючи істоту всередині. Колдер пояснює, що істота абсолютно безпечна, якщо її не спровокувати. Однак він провокує її, намагаючись засунути жердиною у візок, схожий на клітку, а істота завдає поранення фермеру після того, як той намагається заколоти істоту вилами. Після того, як істота вирвалася з сараю та зникла в сільській місцевості, комісар поліції наполягає на тому, що її потрібно знищити.
Після того, як італійський уряд надав Колдеру дозвіл захопити істоту живою, військовий розробляє план захоплення її за допомогою гігантської електричної сітки, скинутої з вертольота. Італійська поліція веде власне переслідування, стріляючи по ній вогнеметами. Вогнемети майже не завдають шкоди істоти, оскільки вона не має ні серця, ні легенів. Зрозумівши, що сірка є джерелом їжі для істоти, Колдер використовує мішки з сіркою як приманку, заманюючи істоту на відлюдне місце та захоплює її електричним ударом з мережі. Згодом, в американському посольстві в Римі, Макінтош проводить короткий брифінг прес-служби та дозволяє трьом репортерам оглянути істоту, яку розмістили в римському зоопарку. Там Колдер пояснює, що істоту заспокоюють безперервним ураженням електричним струмом, щоб її можна було вивчити. Маріса, яка допомагає своєму дядькові, починає загравати з Колдером. Раптом електричне обладнання виходить з ладу, й істота прокидається.
Істота бореться зі слоном зоопарку та розлякує меценатів. Вийшовши в бій на вулиці Риму, два звірі знищують машини та пошкоджують будівлі. Істота зрештою вбиває слона і продовжує буйство. Колдер таранить істоту на своїй машині та скидає її до річки Тибр, де вона занурюється. Солдати вкидають гранати в річку на поверхня істоти, яка зараз є гігантською за розміром. Вона прямує до Колізею та руйнує стародавній храм, вбиваючи на своєму шляху декількох солдатів. Коли істота зникає в руїнах, Колдер нападає на неї з групою солдатів, які несуть базуку, загнавши її на вершину споруди. Колдер здійснює прямий удар з базуки. Потім прямий вогонь з танка руйнує виступ, за який тримається істота, і воно гине. З полегшенням Маріса біжить в обійми Колдера.

## У ролях
- Вільям Гоппер — Роберт Колдер
- Джоан Тейлор — Маріса Леонардо
- Френк Пулья — Доктор Леонардо
- Джон Заремба — Доктор Джадсон Уль
- Томас Броуні Генрі — Генерал А.Д. Макінтош
- Тіто Вуоло — Комісар поліції Унте
- Єн Арван — Контіно
- Артур Спейс — Доктор Шерман
- Барт Брейверман — Пепе
- Рей Гаррігаузен — камео (немає в титрах)

## Виробництво
Фільм оснований на концепції Рея Гаррігаузена під назвою «Гігантський Ймір».
«20 мільйонів миль до Землі» розпочали знімати в Римі, у вересні 1956 року, використовуючи лише Вільяма Гоппера з основного акторського складу, а з 30 жовтня по 9 листопада того ж року продовжили у США. Місцем для знімання обрано Рим, оскільки Рей Гаррігаузен бажав там відпочити. Робочою назвою фільму була «Гігантський Імір», але кінострічку випустили під назвою «Звір з космосу». Всі посилання на ім'я Імір вилучили з випущеної версії фільму, оскільки Рей Гаррігаузен був стурбований тим, що глядачі можуть сплутати його з арабською назвою Емір. Більшість звуків, які лунають від Іміра, — це записи звуків слонів, яка відтворюються з більшою швидкістю.
Рей Гаррігаузен хотів, щоб фільм зняли у кольорі, але авторам фільму не дали бюджету, достатнього для проведення кольорових зйомок. 2007 року, через п'ять років після смерті режисера фільму, Гаррігаузен працював із компанією по реставрації та колоризації Legend Films, щоб створити кольорову версію фільму. Кольорова версія, разом із оригінальною театралізованою чорно-білою версією, випущена 31 липня 2007 року на DVD як частина окремого видання, присвяченого 50-річчю з дня виходу фільму.
Існують незначні відмінності між двома версіями. Один з прикладів: чорно-біла версія починається у «Рибальському селі на Сицилії» (вигадана Герра), а не в Сперлонзі, Італія.
Це була перша з трьох співпраць Гаррігаузена, Шніра та Натана Джурана. Джуран режисував лише американські локації, тоді як Шнір та Гаррігаузен — італійські.

## Відгуки
«20 мільйонів миль до Землі» має 80% позитивного рейтингу на вебсайті збірки рецензій фільмів Rotten Tomatoes, який базується на десяти рецензіях. Марко Ланзагорта з PopMatters присвоїв фільму 9 із 10 зірок, назвавши його «необхідним [для] перегляду для тих, хто цікавиться сучасним кіно».
На сторінках «Time Out» оглядач зазначив: «Не хвилюйтеся щодо крапкового[що?] сценарію чи картонних сцен - просто сидіть склавши руки та спостерігайте за цим драглистою крапкою[що?] в дії»; у той же час Radio Times назвало «20 мільйонів миль до Землі» «одним із найкращих фантастичних фільмів майстра анімації Рея Гаррігаузена та його власним улюбленцем. Гігантська істота із змійним хвостом імір — також одне з найкращих творінь Гаррігаузена: воно має чітко визначену особистість та йому вдається викликати симпатію до своєї загубленої долі. Бій іміра зі слоном та римські локації — особливо кульмінаційна битва в Колізеї —- додають унікальних штрихів цій маленькій класиці».

## Продовження
Мінісеріал коміксів із чотирьох випусків «На 20 мільйонів миль далі» (2008), який випустила компанія TidalWave Productions як частину їх серії Signature Ray Ray Harryhausen, продовжив сюжет через 50 років після подій описаних у фільмі. Попередній перегляд першого випуску включений до DVD релізу, присвяченому 50-й річниці фільму.